# Fortaleza de Poznań

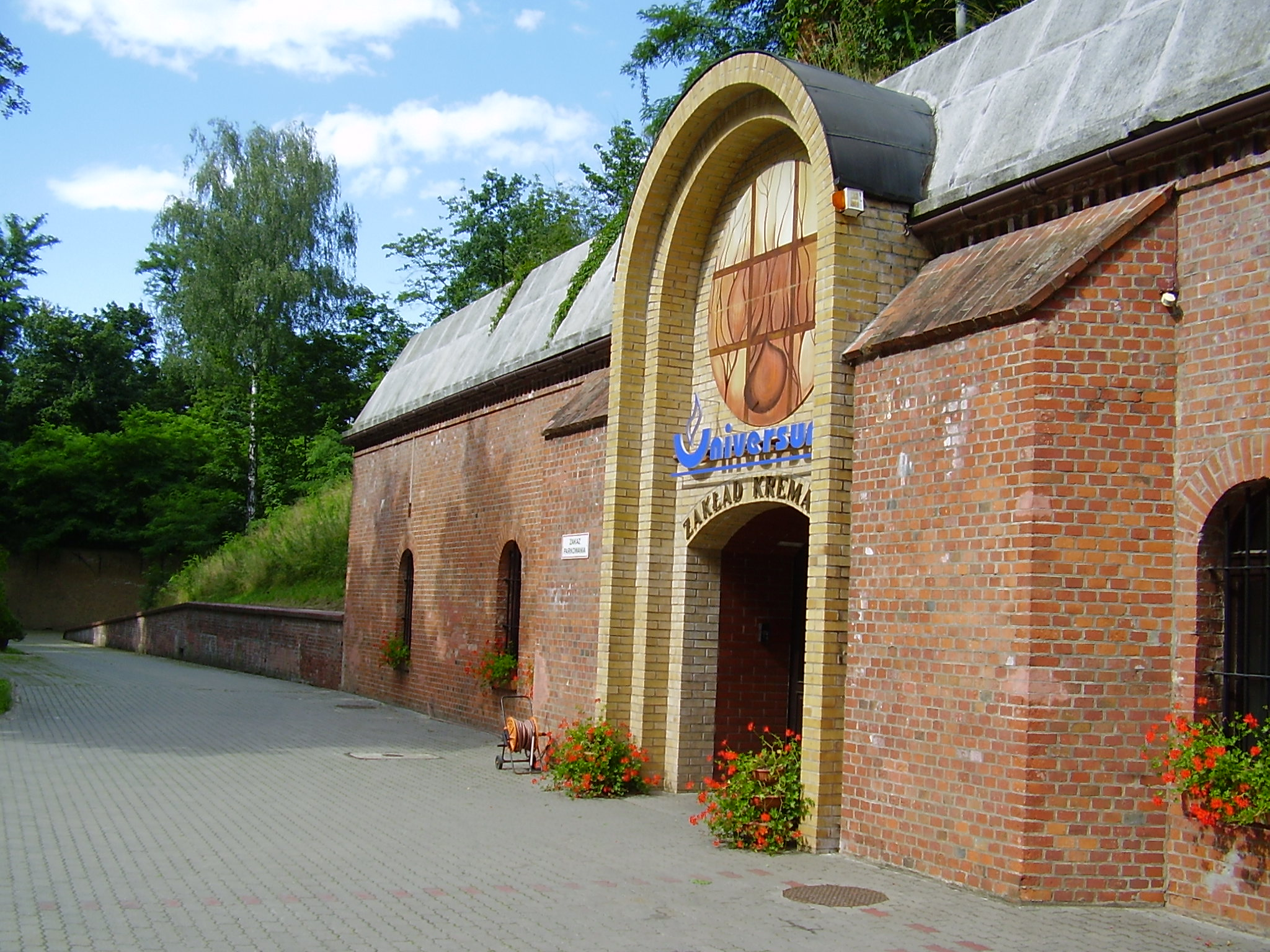
Fort IIIa

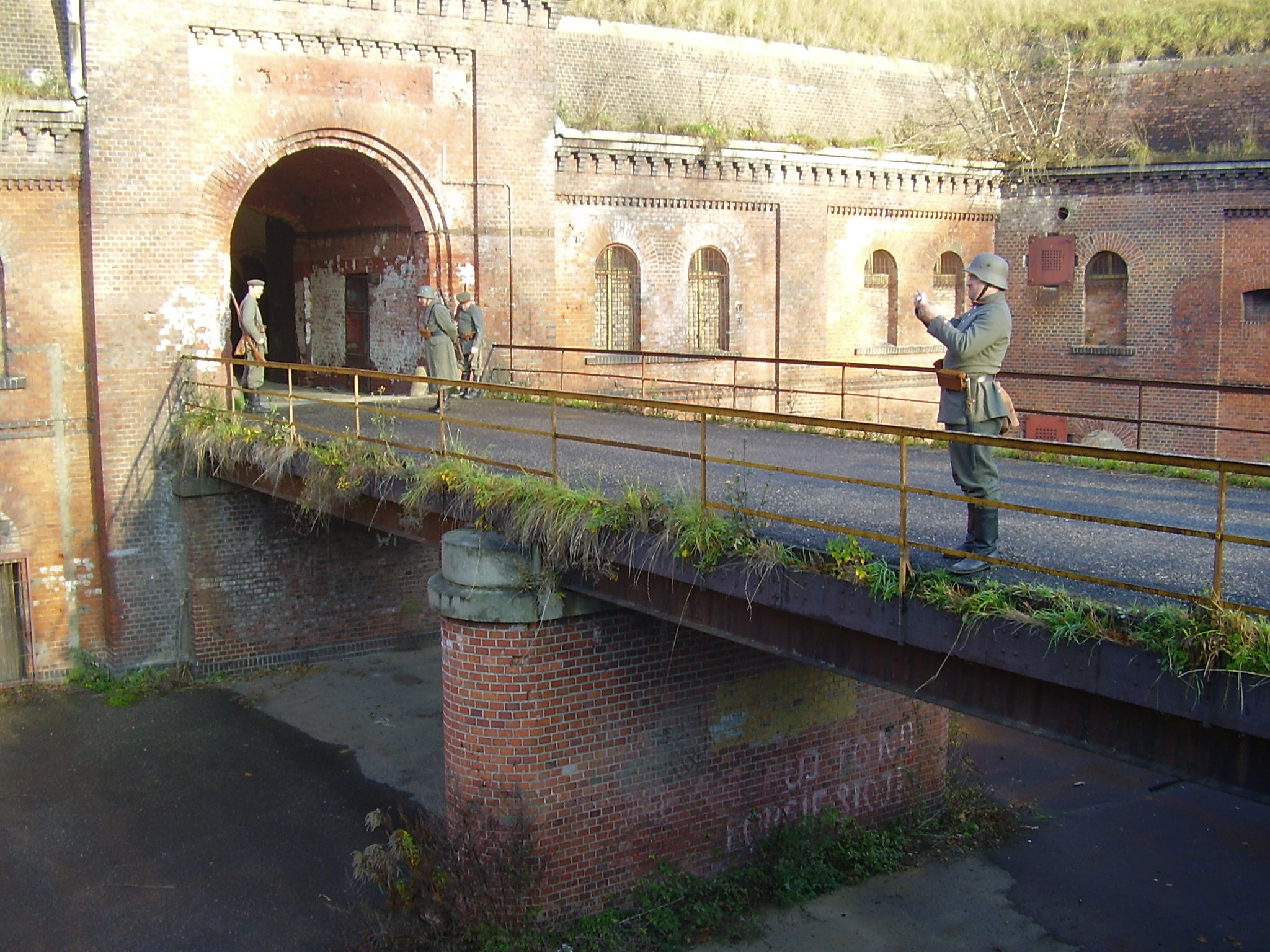
Fort VI

Fortaleza de Poznań ou, na sua forma portuguesa, da Posnânia (em alemão: Festung Posen, em polonês: Twierdza Poznań) - um conjunto de fortificações construídas na cidade de Poznań (Polónia), nos séculos XIX e XX, o sistema de terceira maior de seu tipo na Europa.